# Podziemne Miasto na Wyspie Wolin
Podziemne Miasto na Wyspie Wolin nebo Bateria Vineta, česky Podzemní město na ostrově Wolin nebo Baterie Vineta je bývalý vojenský komplex pobřežních dělostřeleckých baterií a podzemní komplex krytů postavený Wehrmachtem. Později byl využíván polskou armádou jako tajný objekt a nakonec se stal soukromým vojenským muzeem. Nachází se na pobřeží Baltského moře na území města/městského okresu Świnoujście (Svinoústí) na ostrově Wolin v Západopomořanském vojvodství v severozápadním Polsku.

## Historie

### Rok 1935 a 1945
V roce 1935 se velení Kriegsmarine rozhodlo posílit obranu vojenského přístavu Świnoujście (tehdejší Swinemünde) a v rozporu s Versailleskou smlouvou zahájilo výstavbu pobřežní dělostřelecké baterie. Po zakoupení pozemků začala stavba, která trvala 3 roky a skončila v roce 1938. První němečtí vojáci zaujali své pozice v roce 1939. Název baterie Vineta je odvozen od starého vikingského obchodního města a přístavu Vineta, které bývá ztotožňováno s městem Wolin. Nově budovaná baterie se skládala ze 7 vojenských bunkrů rozdělených na bojové a pomocné. Bojové bunkry byly umístěny na nejvyšší písečné duně v oblasti, čímž se zvětšoval dostřel děl, a pomocné bunkry byly na úpatí této duny.

### Rok 1945 až současnost
Ke konci 2. světové války byl objekt obsazen Rudou armádou, prozkoumán, odminován a po několika měsících předán polské armádě. Počátkem 60. let, po změně válečné doktríny Varšavské smlouvy, bylo rozhodnuto přeměnit objekt na takzvané polské Předsunuté stanoviště velitele Severního frontu (Wysunięte Stanowisko Dowódcy Frontu Północnego). Za tímto účelem byla zahájena rozsáhlá rekonstrukce celého komplexu, vznikly podzemní komunikační chodby o celkové délce 1,492 km a objekt byl vybaven nejmodernější vojenskou technikou. Byla zde umístěna bojová jednotka JW 8646, a vzniklo jedno z nejtajnějších zařízení v Polsku. Zlaté období komplexu nastalo v 70. letech 20. století. S postupem času si velení Polské lidové armády uvědomilo, že mít tak velké opevnění v případném jaderném konfliktu není dobrý nápad, takže objekt pomalu ztrácel na významu. V 80. letech 20. století byl objekt přeměněn na velitelské stanoviště námořnictva a v 90. letech se stalo velitelským stanovištěm 8. flotily pobřežní obrany. Posledním velkým cvičením, kterého se jednotka JW 8646 zúčastnila, byla Anakonda 95. V roce 2007 se polská armáda rozhodla objekt opustit z důvodů zastarání a vysokých nákladů na údržbu. Nakonec se celý komplex dne 31. ledna 2013 stal pobočkou soukromého Muzea ochrany pobřeží ve Svinoústí, které mu dalo název Podziemne Miasto na Wyspie Wolin. K vidění jsou památky na Kriegsmarine i z období komunistického Polska. Zajímavá je mapa s plánem útoků 3. světové války.

## Další informace
Vstup je zpoplatněn. K místu vede cyklostezka EuroVelo 10 - Szlak Rowerowy Morza Bałtyckiego

## Galerie

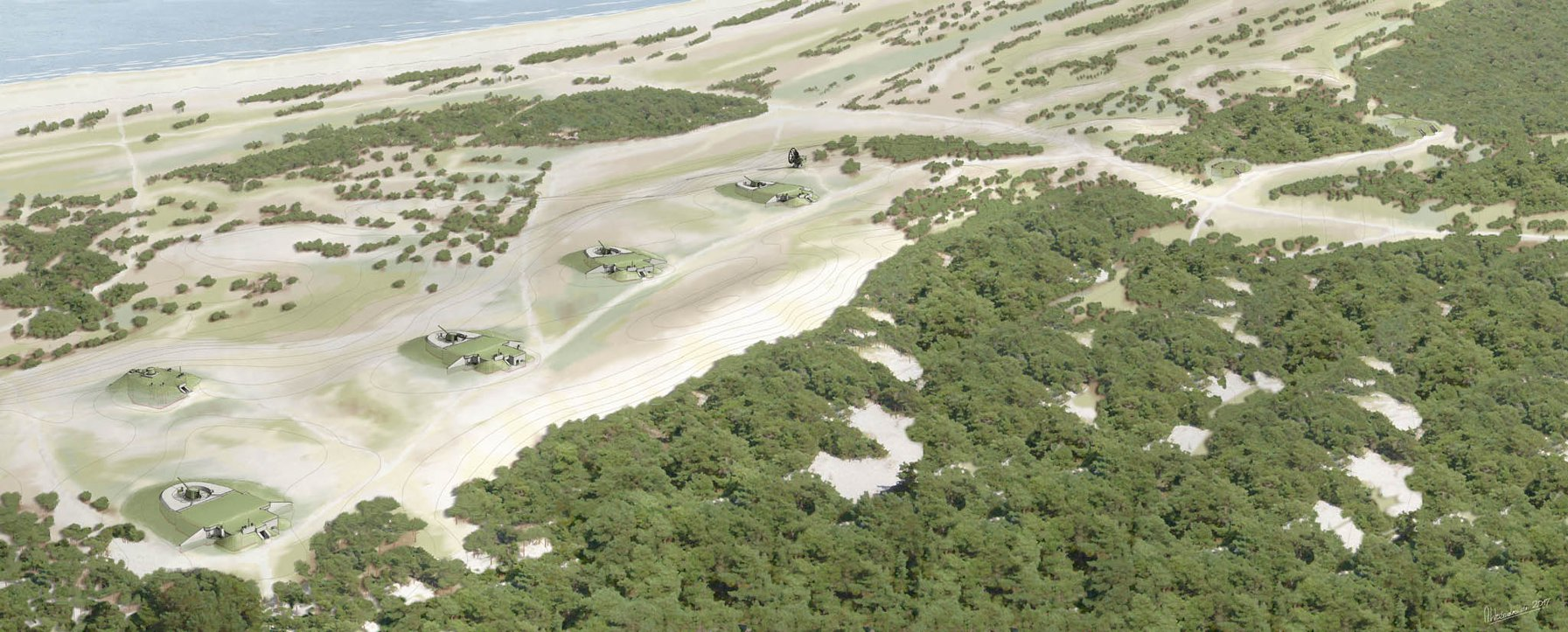
Letecký pohled
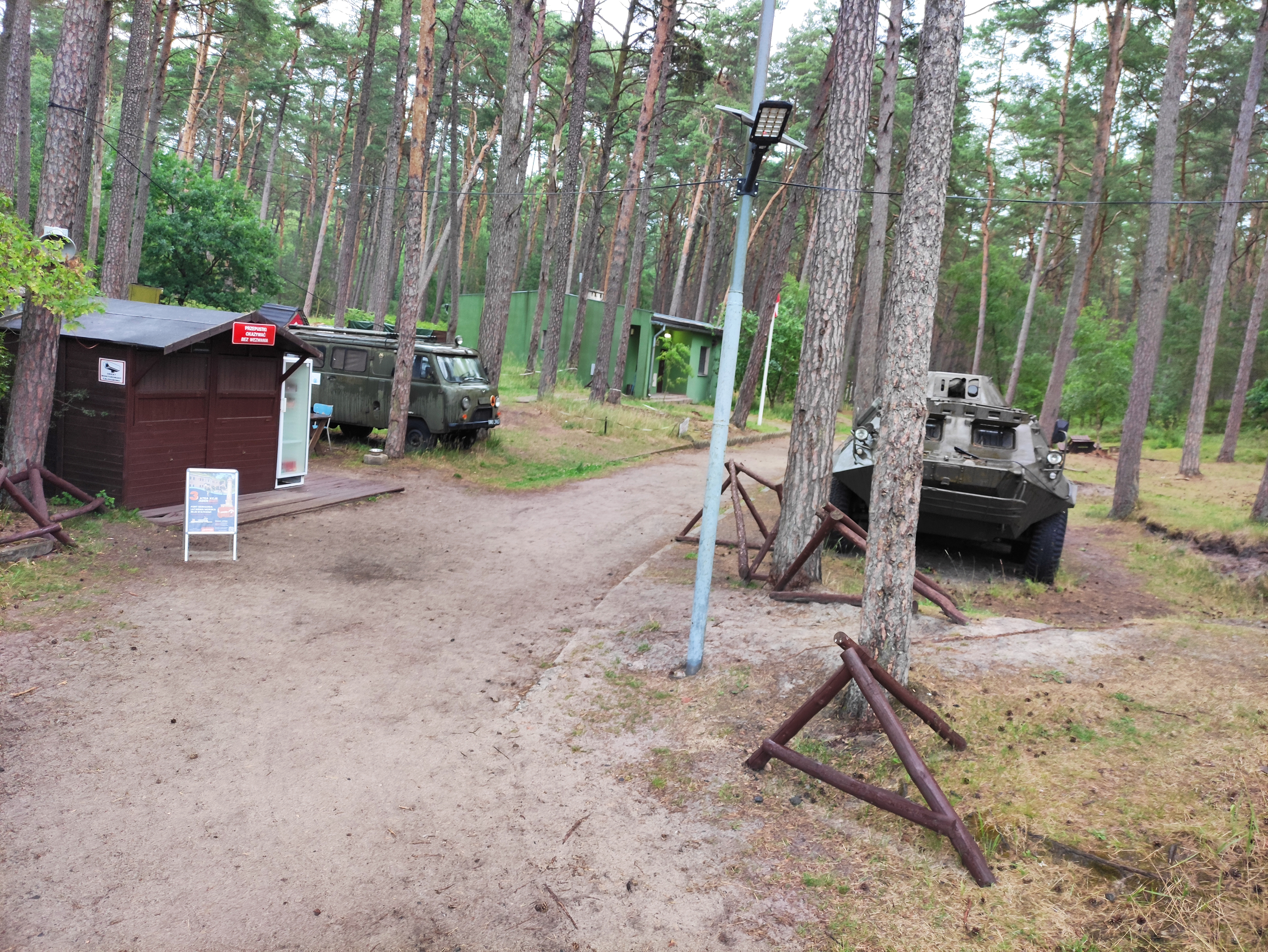
Exteriér
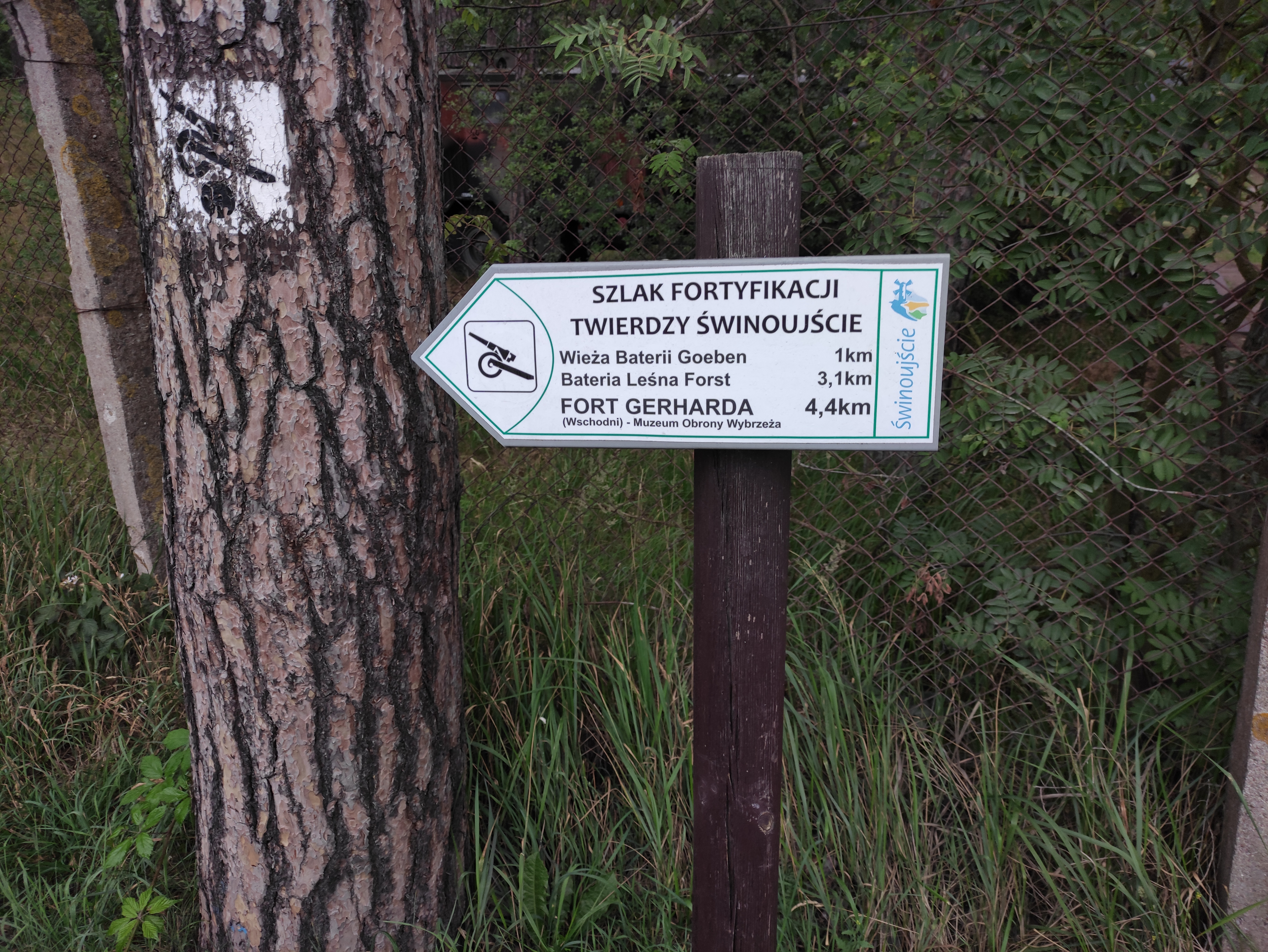
Ukazatel na cestě k místu
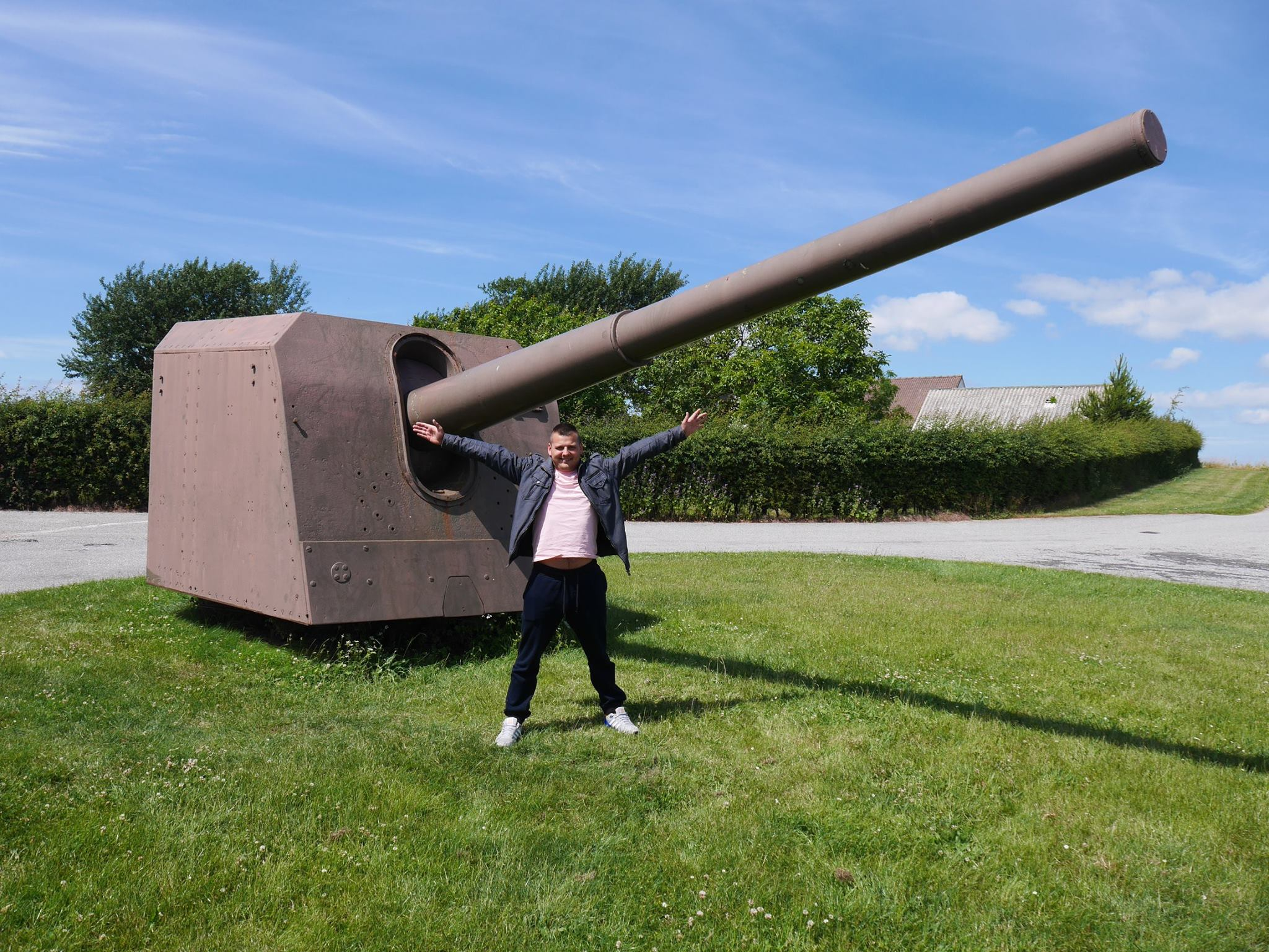
Exteriér